# 白木 (河南町)
白木（しらき）は、大阪府南河内郡河南町にある地名。2025年現在の行政地名は大字白木。

## 地理
河南町の西部に位置する。東は加納、南は中、北は寺田、西は寛弘寺・富田林市別井に接する。

## 歴史

### 沿革
- 江戸期 - 河内国石川郡に白木村が所在。享保17年（1732年）から常陸下館藩石川氏領。
- 1871年（明治4年）、堺県の所属となる。
- 1881年（明治14年）、大阪府の所属となる。
- 1889年（明治22年）、町村制の施行により、白木村の大字となる[5]。
- 1896年（明治29年）、郡の統廃合により、南河内郡の所属となる。
- 1956年（昭和31年）、白木村が石川村・河内村、中村と合併。新設の河南町の一部となる。

## 世帯数と人口
2020年（令和2年）10月1日現在の世帯数と人口は以下の通りである。
| 大字 | 世帯数  | 人口  |
| ---- | ------- | ----- |
| 白木 | 231世帯 | 733人 |

### 人口の変遷
国勢調査による人口の推移。
| 1995年（平成7年）  | 939人 | [ 6 ]  |  |
| 2000年（平成12年） | 873人 | [ 7 ]  |  |
| 2005年（平成17年） | 862人 | [ 8 ]  |  |
| 2010年（平成22年） | 807人 | [ 9 ]  |  |
| 2015年（平成27年） | 766人 | [ 10 ] |  |
| 2020年（令和2年）  | 733人 | [ 11 ] |  |

### 世帯数の変遷
国勢調査による世帯数の推移。
| 1995年（平成7年）  | 215世帯 | [ 6 ]  |  |
| 2000年（平成12年） | 227世帯 | [ 7 ]  |  |
| 2005年（平成17年） | 220世帯 | [ 8 ]  |  |
| 2010年（平成22年） | 228世帯 | [ 9 ]  |  |
| 2015年（平成27年） | 225世帯 | [ 10 ] |  |
| 2020年（令和2年）  | 231世帯 | [ 11 ] |  |

## 学区
町立小・中学校に通う場合、学区は以下の通りとなる。通学区域は見直される可能性があるので、詳細は自治体の教育委員会に問い合わせること。
| 番地 | 小学校                 | 中学校         |
| ---- | ---------------------- | -------------- |
| 全域 | 河南町立かなん桜小学校 | 河南町立中学校 |

## 事業所
2021年（令和3年）現在の経済センサス調査による事業所数と従業員数は以下の通りである。
| 大字     | 事業所数 | 従業員数 |
| -------- | -------- | -------- |
| 大字白木 | 59事業所 | 870人    |

## 交通

### バス
2025年6月現在
- 金剛ふるさとバス[15]
寺田 - 河南町役場前 - 長坂 - 白木、長坂
- かなちゃんバス[16]
かなんぴあ - 河南町役場 - 長坂 - 白木 - 白木南
- やまなみタクシー[16]
白木東 - 河南町役場 - かなんぴあ

### 道路
- 大阪府道27号柏原駒ヶ谷千早赤阪線
- 大阪府道200号上河内富田林線

## 施設
- 河南町役場
- 富田林警察署 白木交番
- 大阪南消防局 富田林消防署 河南出張所
- 河南町立図書館
- 河南郵便局
- 河南町立中学校
- ワールド牧場
- 白木古墳

## 郵便
- 郵便番号：585-0014[3]（集配局：河南郵便局[17]）。

## ギャラリー

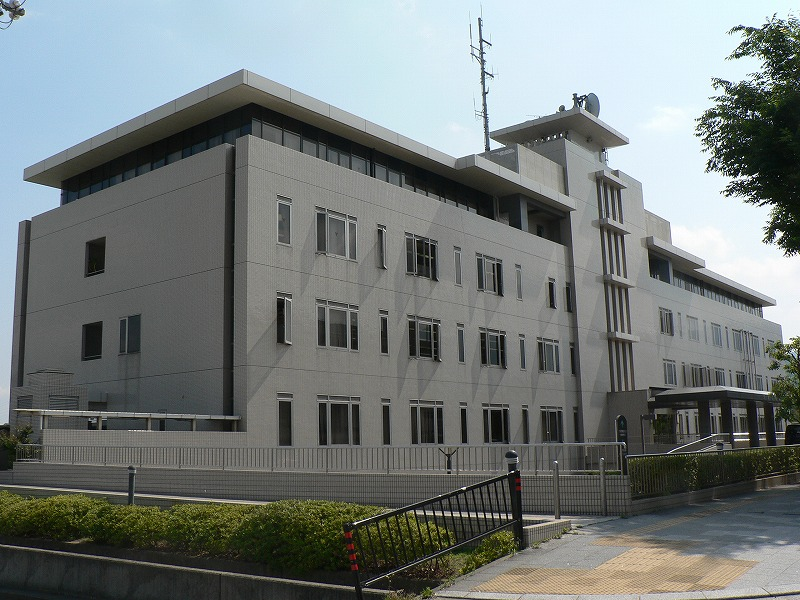
河南町役場
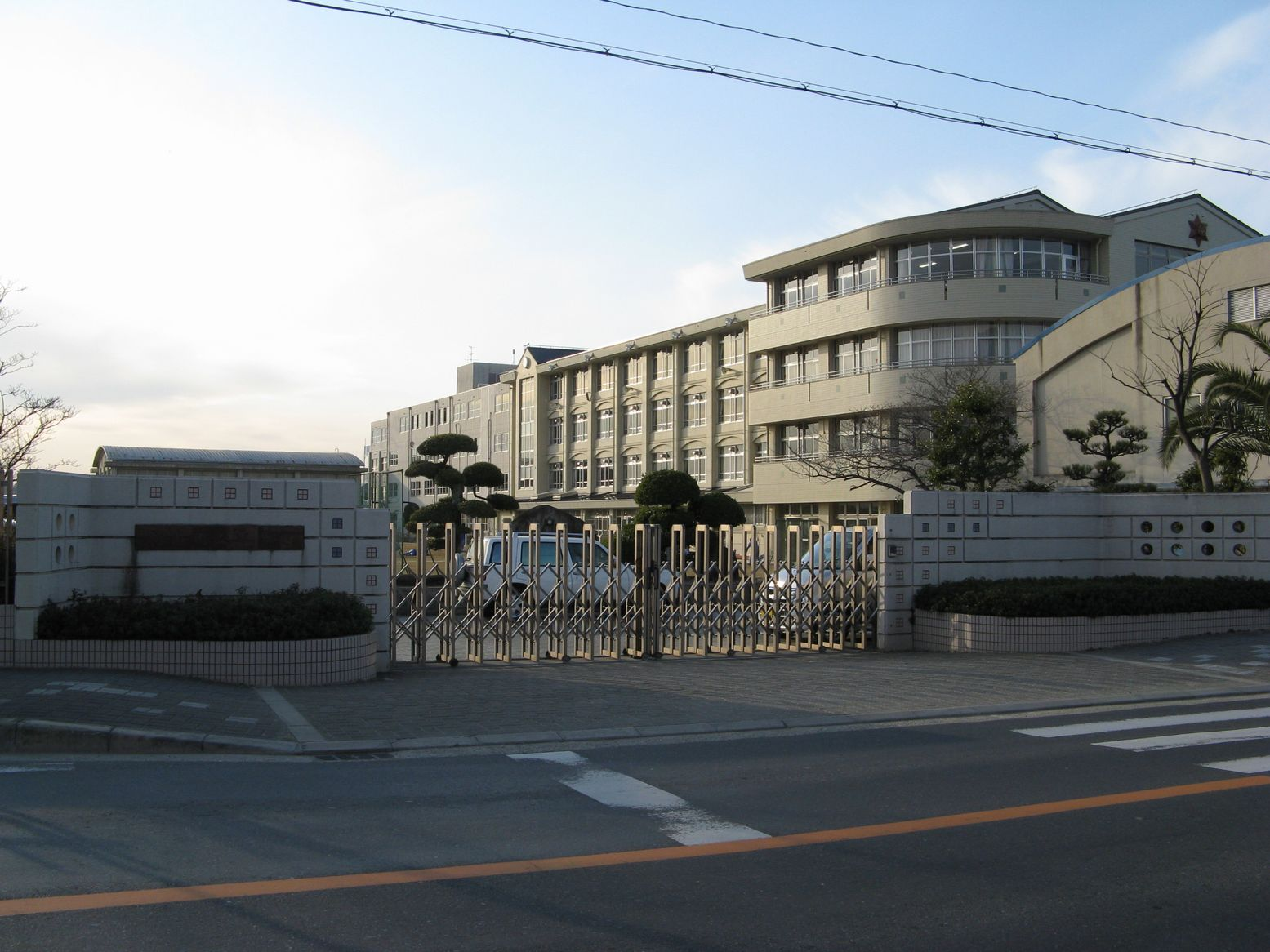
河南町立中学校
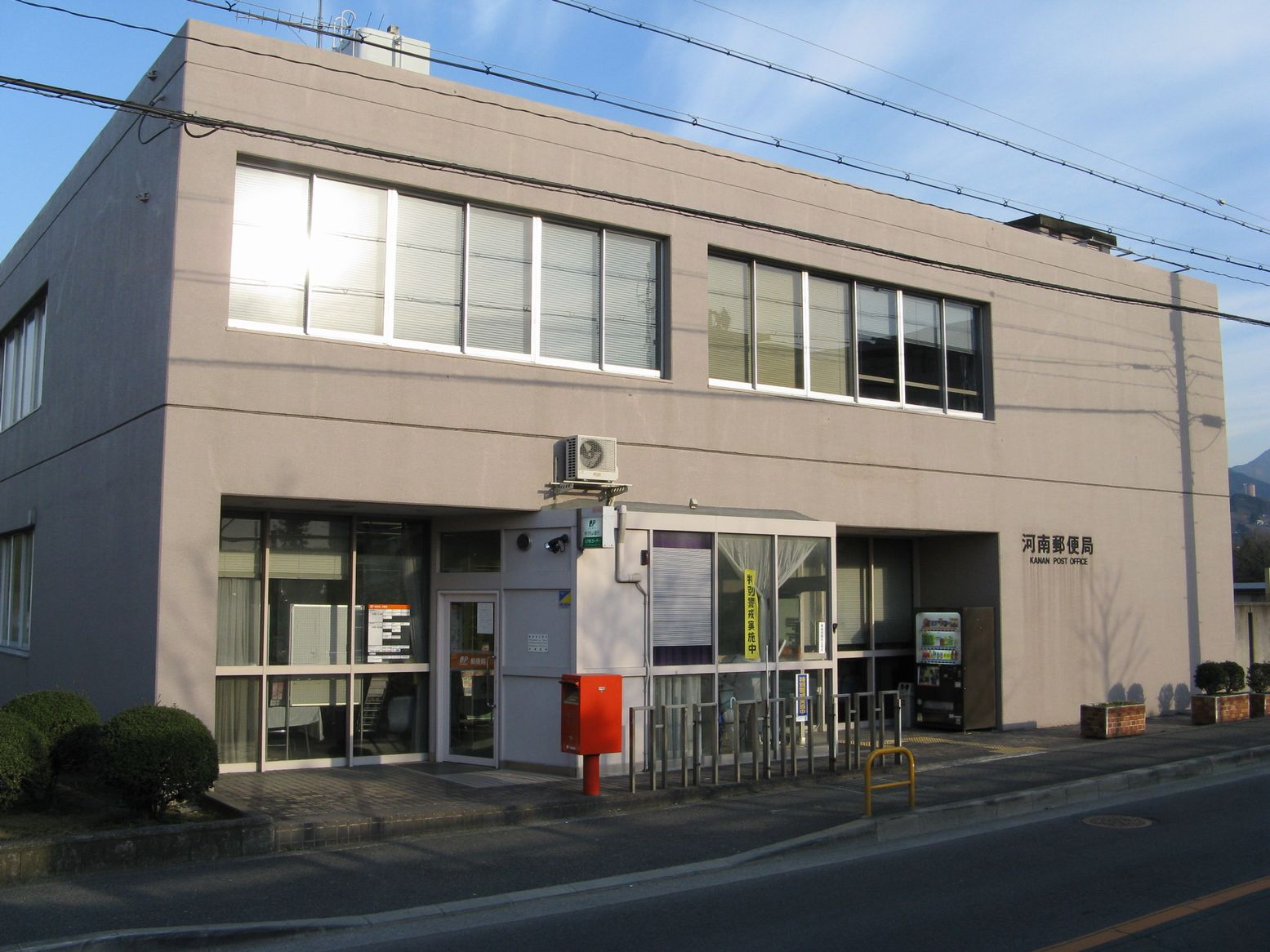
河南郵便局
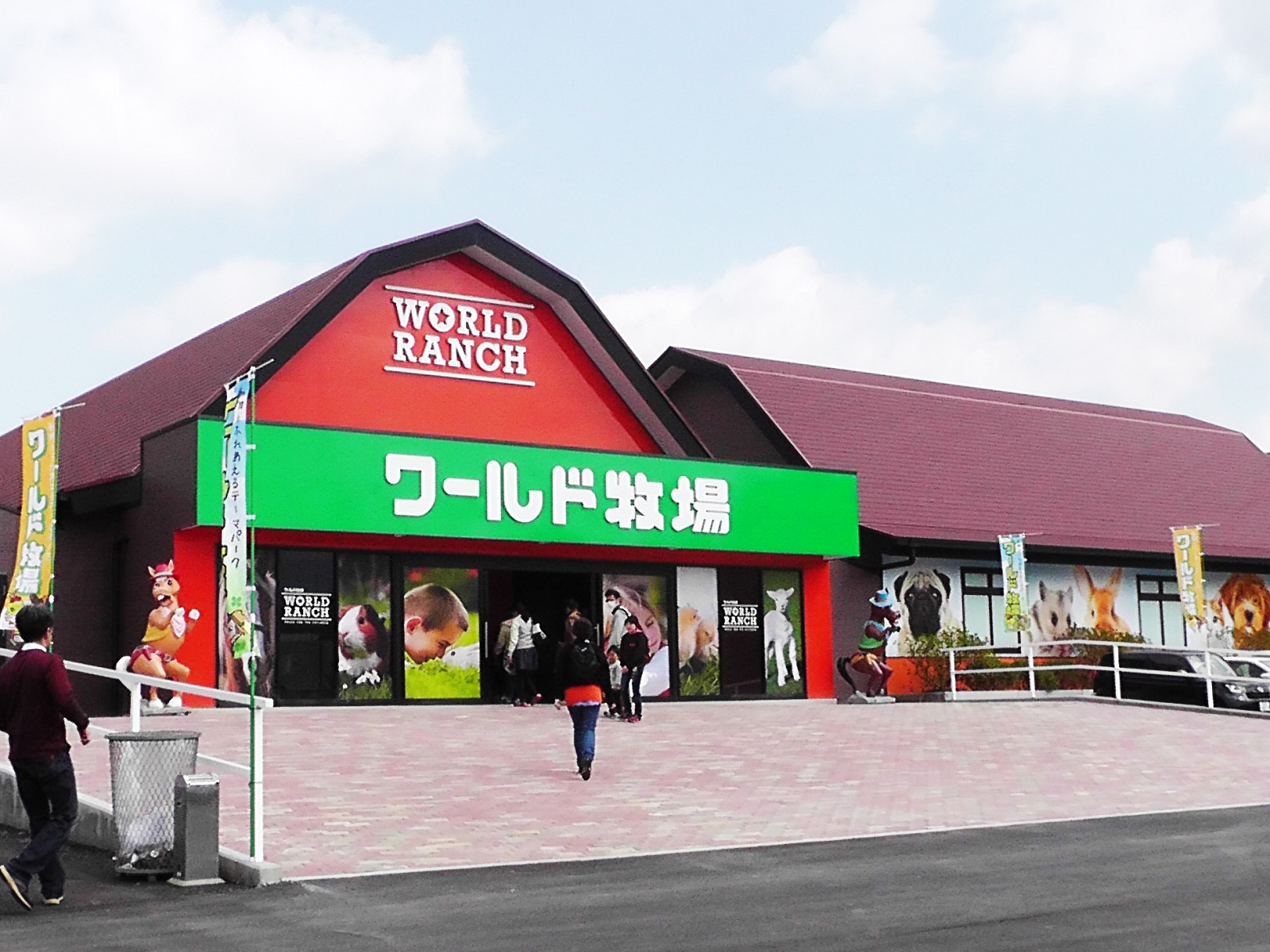
ワールド牧場
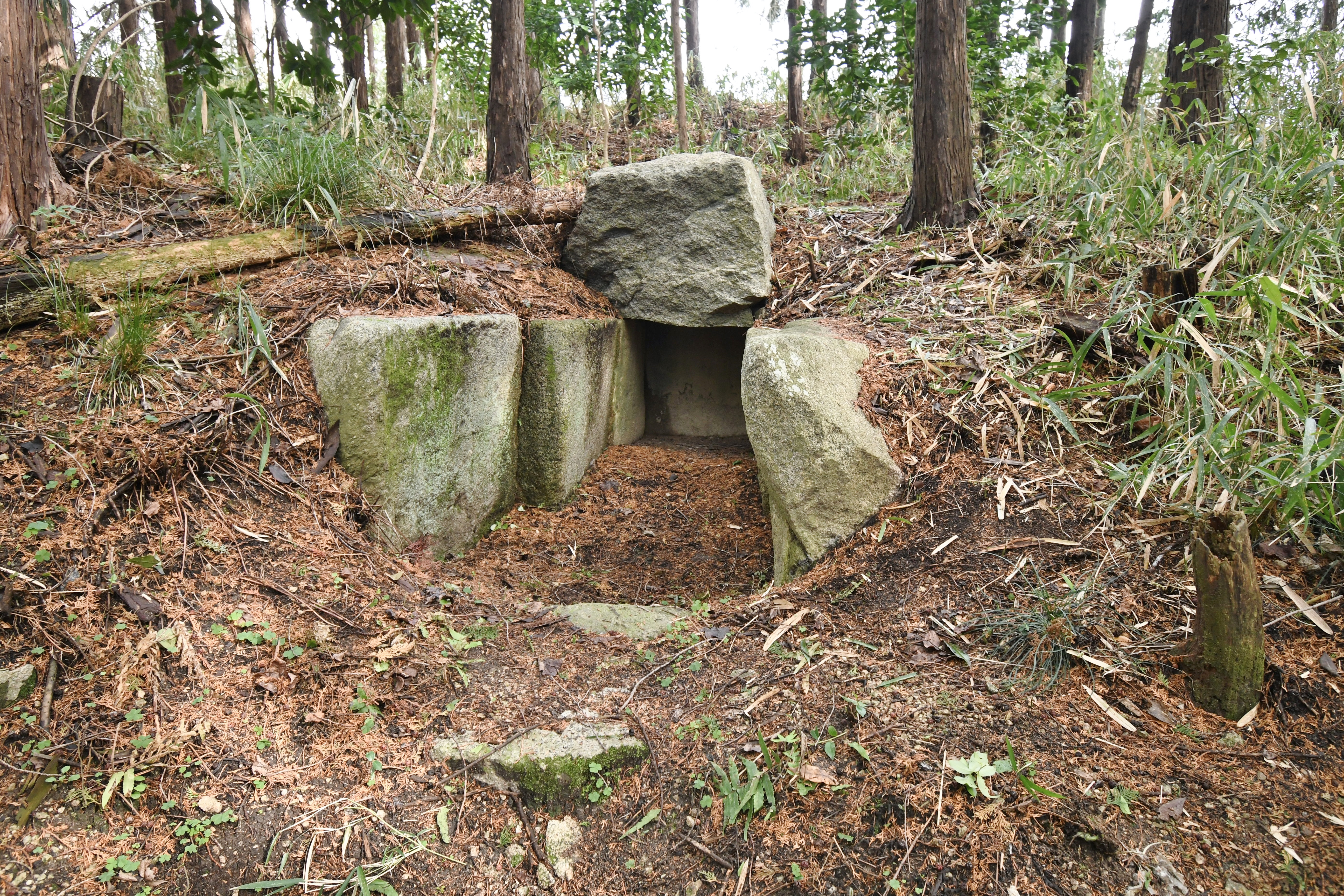
白木古墳 石槨開口部